# Staří Sasové
Staří Sasové je historické označení několika kmenů germánských Sasů, kteří obývali Staré Sasko (německy Altsachsen), tedy původní saskou domovinu poté, kdy se část Sasů společně s Angly a Juty přesunula přes moře do Anglie. Současně se historický pojem váže k tomuto raně středověkému období pevninských Sasů, tak i k saskému kmenovému svazu před vznikem kmenového vévodství v roce 804, křesťanskou konverzí pevninských Sasů a jejich začleněním do Franské říše. 
Staré Sasko se rozprostíralo na severozápadních území dnešního Německa v oblastech spolkových zemí Dolního Saska, Vestfálska a Saska-Anhaltska. V raném středověku bylo toto území obýváno různými kmeny Sasů, volně sdružených v kmenovém svazu, ovšem s náznaky vývoje k užšímu spojení do podoby kmenového vévodství.

## Geografie
Od konce 6. století bylo Sasko rozděleno na 3 hlavní oblasti:
- Západní Sasko – Westfalen (latinsky Saxonia occidentales) na západě (viz Vestfálsko)
- Východní Sasko – Ostfalen (Ostfálsko, od Osterleute, lat. Saxonia orientales) na východě.
- Engern (Angarier, Angrarier) ve střední části.
- V následujícím století se ještě na severu v Holštýnsku vyčlenila Nordalbingie (Nordalbinger, od Nordleute).

## Historie

### Období od 8. století do 9. století

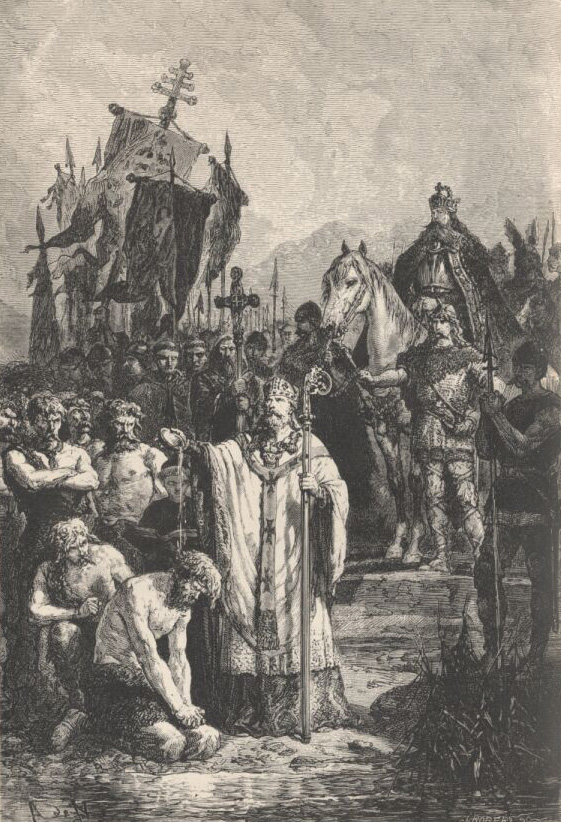
Křest Sasů, A. de Neuville, 1869

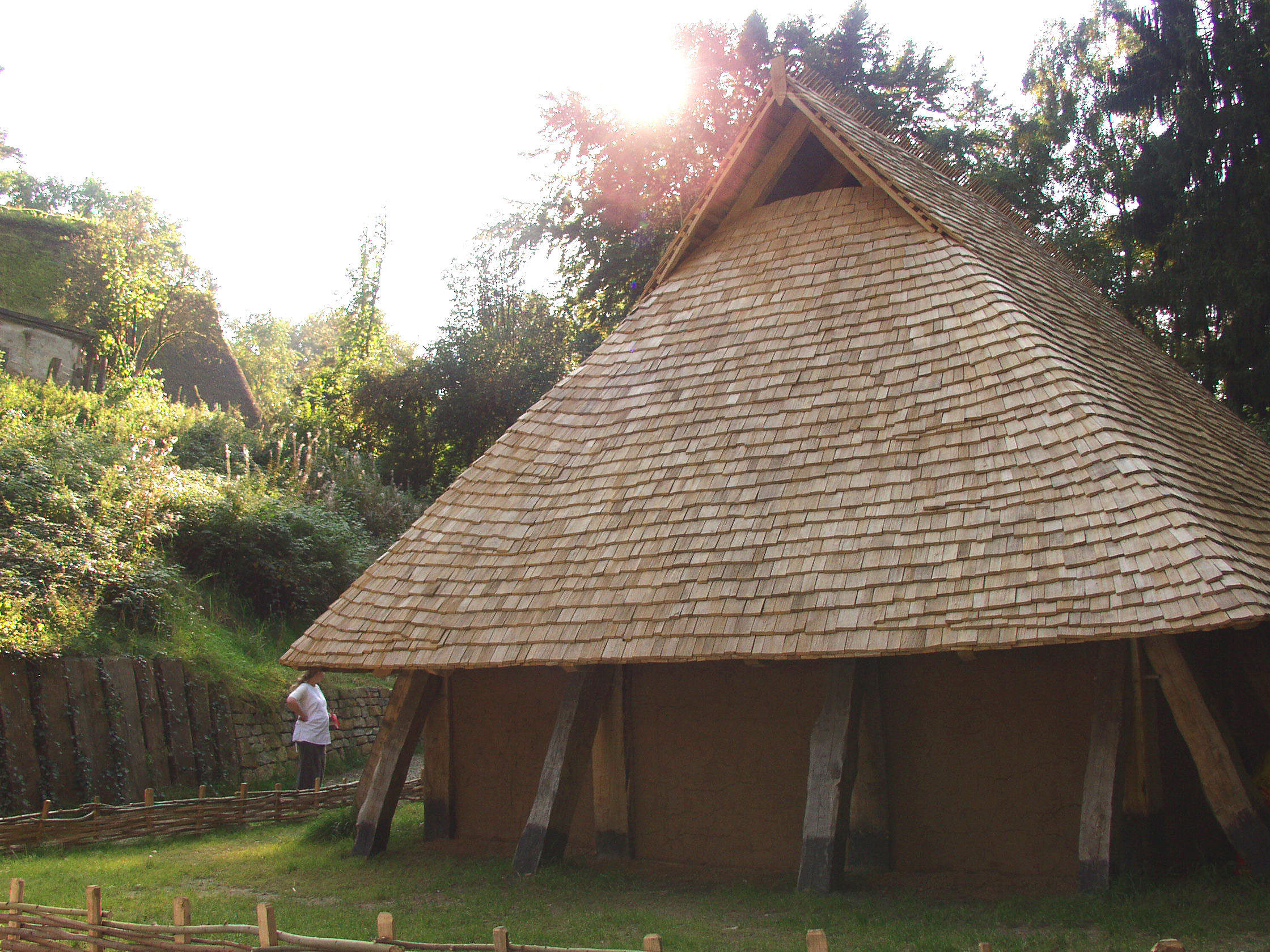
Rekonstrukce saského obydlí

Sasové podobně jako ostatní germánské kmeny sousedící s Franskou říší museli již od poloviny 8. století čelit její expanzi. Již za Pipina Krátkého (751–768) platili Franské říši vysoký tribut, aby si vykoupili mír. O christianizaci Sasů všemi prostředky usiloval franský panovník Karel Veliký (768–814). Šíření křesťanství na pohanská území bylo v podání Franků nerozlučně spojeno s šířením franské politické nadvlády. V období 772–799 podnikají Frankové Karla Velikého téměř každoroční válečné nájezdy do pohanského Saska, aby si Sasy politicky podrobili a aby mezi nimi vymýtili jejich pohanskou víru, která byla duchovním tmelem saského odboje – válka probíhala nelítostně, například u Verdenu nechal roku 782 Karel popravit 4500 Sasů, kteří se bránili christianizaci. Sasko se Frankům podařilo christianizovat až poté, co byla zbořena významná saská svatyně Irminsul a nastoleny tresty smrti za jakýkoliv projev pohanství (dle Capitulatio de partibus Saxoniae). Po těchto porážkách bylo území Sasů spojeno s Franskou říší a i následná povstání trestána s exemplární krutostí. Na severu a východě (na řece Labi) pak Karel vytvořil řadu obranných marek proti Dánům a Slovanům.
Po smlouvě z Verdunu (843) připadlo téměř celé Sasko Východofranské říši. V polovině 9. století vzniklo v Sasku silné kmenové vévodství, jehož prvním známým vévodou byl Luidolf.